# Finca Modelo de San Salvador
La Finca Modelo o Quinta Modelo fue un terreno en el sur de San Salvador que servía como un campo de experimentación agrícola y luego como un espacio público. Hoy el terreno que ocupaba es la ubicación del Parque Zoológico Nacional.

## Historia
Originalmente era un campo de experimentación denominada "Quinta Modelo" creado adjunto a la nueva Escuela de Agricultura.
En el 28 de marzo de 1888, la Asamblea Nacional emitió el decreto legislativo que decreta la creación de una Escuela de Agricultura con un campo de experimentación que sería denominada "Quinta Modelo"; el decreto fue aprobado por el presidente Francisco Menéndez en el 12 de abril.
En el 8 de mayo de 1890 el presidente Francisco Menéndez emitió el decreto ejecutivo que crea la Escuela de Agricultura que se fundó en la hacienda nacional denominada "Quinta Modelo".
En el 26 de agosto de 1901, la Junta Central de Agricultura puso en conocimiento que, por la cesión de ella que le hizo el gobierno, entró en posesión de la Finca Modelo y había principiado ya sus trabajos agrícolas; entre los frutos cultivados en la finca estaban el trigo, chaparro salado, zacate johnson, henequén y otros. Ese año, la Escuela de Artes, Oficios y Agricultura que empezó sus trabajos en la Finca Modelo se trasladó a Nueva San Salvador.